# Lorenzo Gasparri
Lorenzo Gasparri (Napoli, 25 aprile 1894 – Napoli, 28 marzo 1943) è stato un ammiraglio italiano.

## Biografia
Nato a Napoli nel 1894 figlio di Augusto, ufficiale di artiglieria, originario di Treia (MC), e di Rita Zoe dei Conti Garampi, la cui famiglia risiedeva a Filottrano (AN).

Nel 1928 si sposò con Marcelle Docquier, di origine belga, dal quale ebbe 6 figli (Delinda, Carlo, Elena, Umberto, Fabrizia e Lorenzo Marco).
Studiò a Roma presso l'Istituto "San Leone Magno" e il 10 novembre 1911 entrò come Allievo Ufficiale del Corpo di Stato Maggiore nel Corso Normale Vecchio Ordinamento (3 Anni) dell'Accademia Navale della Regia Marina. Nel 2º Anno risultò essere 2° nella sua Classe; il 27 agosto 1914 uscì dall'Accademia Navale di Livorno con il grado di Guardiamarina.
Si laureò successivamente in Ingegneria al Politecnico di Milano.
Durante la Prima guerra mondiale riceve la promozione a Sottotenente di vascello il 31 dicembre 1915 e a Tenente di vascello il 14 agosto 1917; fu Direttore di tiro a bordo dell'Incrociatore corazzato San Giorgio, partecipando alla Battaglia di Durazzo e meritando una Medaglia d'Argento al Valor Militare nell'ottobre 1918.
Nel primo dopoguerra fu aggregato al Dipartimento Marittimo di Pola e poi fu promosso Capitano di corvetta e divenne Comandante in 2ª dell'Esploratore Libia.
Nel 1927 si brevettò Direttore Superiore di Tiro.
Tra il 1927 ed il 1928 fu Comandante del Distaccamento italiano presso la Concessione di Tientsin in Cina, dove conobbe e sposò la moglie Marcelle.
Nel 1930 nominato Membro della Commissione Permanente di Artiglieria Navale fu poi promosso Capitano di fregata il 31 dicembre 1930.
Nel 1934 fu Comandante della Corazzata Giulio Cesare, in armamento ridotto, e frequentò l'Istituto di Guerra Marittima, nel 1935-1936 Comandante dell'Incrociatore Taranto, quindi, dal 29 giugno al 19 settembre 1936 Comandante del Distaccamento di Marina ad Assab in Africa Orientale.
Divenuto Capitano di vascello, passò al Comando della 1ª Flottiglia Cacciatorpediniere e dal 1º luglio 1938 all'8 gennaio 1940 ebbe il comando della Corazzata Conte di Cavour.
In seguito divenne Capo della II Sezione della Divisione "Artiglierie e Servizio Tiro" della Direzione Generale "Armi e Armanenti Navali" del Ministero della Marina.
Nel luglio 1941 fu promosso Contrammiraglio e, dal 16 settembre 1942 divenne Comandante del Gruppo Cacciatorpediniere di Squadra, distinguendosi nella scorta ai convogli diretti in Tunisia e in Libia.
Il 3 gennaio 1943 fu promosso Ammiraglio di divisione, ma il 28 marzo successivo morì a Napoli investito dall'esplosione della Motonave Caterina Costa, mentre tentava di allontanare delle bettoline cariche di munizioni dalla nave in fiamme.
Fu decorato con Medaglia d'Oro al Valor Militare, alla memoria; successivamente alla sua scomparsa fu insignito di un'altra Medaglia d'Argento al Valor Militare.

## Carriera militare
| Distintivi di Grado | Bandiere di Grado                  | Contrassegni di dignità | Gradi                                                                                  | Date di Promozione | Decreti di Promozione |
| ------------------- | ---------------------------------- | ----------------------- | -------------------------------------------------------------------------------------- | ------------------ | --------------------- |
| ?                   | -                                  | -                       | Allievo Ufficiale del Corpo di Stato Maggiore dell'Accademia Navale della Regia Marina | 10.11.1911         | ?                     |
|                     | -                                  | -                       | Guardiamarina                                                                          | 27.08.1914         | ?                     |
|                     | -                                  | -                       | Sottotenente di Vascello                                                               | 31.12.1915         | ?                     |
|                     | -                                  | -                       | Tenente di Vascello                                                                    | 14.08.1917         | ?                     |
|                     | alla maestra                       | -                       | Capitano di Corvetta                                                                   | >??.11.1918        | ?                     |
|                     | alla maestra                       | -                       | Capitano di Fregata                                                                    | 28.12.1930         | ?                     |
|                     | alla maestra                       | -                       | Capitano di Vascello                                                                   | >??.??.1936        | ?                     |
|                     | alla maestra Salve: 13 Squilli: 2  |                         | Contrammiraglio                                                                        | ??.07.1941         | ?                     |
|                     | al trinchetto Salve: 15 Squilli: 2 |                         | Ammiraglio di Divisione                                                                | 03.01.1943         | ?                     |

## Comandi
- fl. 1918: Direttore di tiro a bordo dell'Incrociatore corazzato San Giorgio
- >1918: Comandante in 2ª dell'Esploratore Libia
- ??.??.1927-??.??.1928: Comandante del Distaccamento italiano presso la Concessione di Tientsin in Cina
- ??.??.1930: Membro della Commissione Permanente di Artiglieria Navale
- ??.??.1934-??.??.1935: Comandante della Corazzata Giulio Cesare
- ??.??.1935-??.??.1936: Comandante dell'Incrociatore Taranto
- 29.06.1935-16.09.1936: Comandante del Distaccamento di Marina ad Assab in Africa Orientale
- ??.??.1936-01.07.1938: Comando della 1ª Flottiglia Cacciatorpediniere
- 01.07.1938-08.01.1940: Comando della Corazzata Conte di Cavour
- 08.01.1940-16.09.1942: Capo della II Sezione della Divisione "Artiglierie e Servizio Tiro" della Direzione Generale "Armi e Armanenti Navali" del Ministero della Marina
- 16.09.1942-28.03.1943: Comandante del Gruppo Cacciatorpediniere di Squadra